# Прайс, Эллен (балерина)
Эллен Прайс (полное имя — Эллен Жюльет Коллин Прайс де Плейн; дат. Ellen Juliette Collin Price de Plane; 1878—1968) — датская балерина и актриса, послужившая моделью для статуи Русалочки в Копенгагене.

## Биография
Эллен родилась в известной артистической семье, её отец Карл Прайс (1839—1909) был балетным танцовщиком и актёром, её мать Хельга Коллин (1841—1918), приходившаяся внучкой известному государственному деятелю Йонасу Коллину, также была артисткой балета Королевского театра Дании. Среди родственников Эллен было много актёров и музыкантов, самой известной среди них была двоюродная сестра отца, прима-балерина Джульетта Прайс (1831—1906). В 1885 году Эллен поступила в Королевскую балетную студию, где обучалась у двоюродного брата отца, Вольдемара Прайса, а впоследствии — у Ханса Бека. После обучения Эллен была принята в труппу Датского королевского балета, где дебютировала 28 мая 1895 года с па-де-труа в балете «Окно» (La Ventana) композитора Х. Лумбю и хореографа А. Бурнонвиля. Карьера Эллен шла успешно, в 1903 году она стала прима-балериной Датского королевского балета. В её репертуаре были партии Сильфиды, Золушки и Русалочки.
Партия Русалочки принесла Эллен совершенно неожиданную славу. В 1909 году Ханс Бек в Королевском балете поставил балет «Русалочка» по сказке Ханса Кристиана Андерсена на музыку Фини Хенрикеса. Среди зрителей был датский пивовар и коллекционер произведений искусства Карл Якобсен; балет произвёл на Якобсена такое впечатление, что он заказал скульптору Эдварду Эриксену статую Русалочки, моделью для которой должна была стать Эллен Прайс. Эллен согласилась, но при этом наотрез отказалась позировать обнажённой, в результате чего Эриксен использовал её образ только для головы статуи, а в качестве модели для тела статуи использовал свою жену Элин. Бронзовая статуя Русалочки, созданная Эриксеном, была торжественно открыта 23 августа 1913 года и преподнесена Якобсеном в дар Копенгагену. С тех пор эта статуя стала символом и одной из главных достопримечательностей города.
Эллен Прайс танцевала в Королевском датском балете до 1913 года; впоследствии играла в драматическом театре города Орхуса, а также снялась в двух немых фильмах. Эллен Прайс умерла 4 марта 1968 года в муниципалитете Брондбю и была похоронена в маленьком городке Гудгьеме на датском острове Борнхольм.